# Waninawa
El waninawa, també coneguda com a Kamanawa i Katukína, és una llengua pano del Brasil. Els katukina o Noke Koi viuen a la regió de Tarauacá, de l'estat d'Acre. És parlada per 700 membres de la tribu, que també coneixen el portuguès. Té com a dialectes el Katukina d'Olinda, Katukina de Sete Estreles, i l'extint Kanamari (no confondre amb Kanamarí) (Fleck 2013).